# Leonte Comșa
Leonte Comșa (n. 1 iulie 1894, Mândra, Brașov, România – d. 1981, Sibiu, România) a fost un ofițer român de infanterie care a comandat un batalion pe frontul antisovietic din cel de-al Doilea Război Mondial, săvârșind acte de eroism remarcate printr-un decret regal. A fost înaintat după război la gradul de general de brigadă.

## Cariera militară
A fost înaintat la gradul de locotenent-colonel în 31 octombrie 1940. Locotenent-colonelul Comșa a comandat un batalion pe frontul antisovietic în cel de-al Doilea Război Mondial și a fost grav rănit pe 27 august 1941 în luptele din cadrul Bătăliei de la Odesa.
A fost decorat pe 7 ianuarie 1942 cu Ordinul „Mihai Viteazul” cl. III-a: 
„Pentru bravura de care a dat dovadă în luptele din ziua de 17 August 1941, când din proprie inițiativă a atacat și cucerit păduricea S. Bujalik, în care inamicul rezistase 4 zile. În ziua de 27 August 1941, cu toate că inamicul oprise pe tot frontul înaintarea grupării, reușește să înainteze cu batalionul 1 km Nord obiectivul zilei, deși dreapta și stânga era în urma sa. Cu toate contraatacurile inamice își menține poziția cucerită până la ora 16,30, când cade rănit de schije la ambele mâini și picioare”.
Decretul regal nr. 40 din 7 ianuarie 1942
A fost înaintat la gradul de colonel în 8 noiembrie 1944, cu vechimea de la data de 22 iunie 1944. A fost înaintat în 1946 la gradul de general de brigadă.
Generalul de brigadă Leonte Comșa a fost trecut în cadrul disponibil la 9 august 1946, în baza legii nr. 433 din 1946, și apoi, din oficiu, în poziția de rezervă la 9 august 1947.
După trecerea în rezervă, a fost întemnițat și mutat cu domiciliul forțat în Moldova, pentru aversiunea față de regimul comunist. După eliberarea din regimul pedepselor s-a întors la Sibiu. A scris cartea Memorii din război.

## Decorații
- Ordinul Militar „Mihai Viteazul” clasa III-a (7 ianuarie 1942)[2]